# Tenomerga favella
Tenomerga favella is een keversoort uit de familie Cupedidae. De wetenschappelijke naam van de soort is voor het eerst geldig gepubliceerd in 1984 door Neboiss.